# حوزه انتخابیه سی‌وششم کالیفرنیا
حوزه انتخابیه سی‌وششم کالیفرنیا یک حوزه انتخابیه مجلس نمایندگان آمریکا است که در ایالت کالیفرنیا قرار دارد.